# 김석우 (법조인)
김석우(金錫佑, 1972년 ~)은 대한민국의 검사 출신의 법조인이며, 제67대 법무부 차관이었다.

## 학력
- 덕원고등학교 졸업
- 서울대학교 법과대학 법학 학사

## 경력
- 1995년: 제37회 사법시험 합격
- 1998년: 제27기 사법연수원 수료
- 1998년: 서울지방법원 예비판사
- 2000년~2002년 2월: 서울행정법원 판사
- 2002년 2월~2004년 2월: 서울지방검찰청 검사
- 2004년 2월~2007년 2월: 수원지방검찰청 평택지청 검사
- 2007년 2월~2009년 2월: 대검찰청 검찰연구관
- 2009년 2월~2010년 8월: 대구지방검찰청 검사(법무부 검찰제도개선 TF 파견)
- 2010년 8월~2011년 9월: 대구지방검찰청 부부장검사(법무부 검찰제도개선 TF 파견)
- 2011년 9월~2012년 7월: 수원지방검찰청 평택지청 부장검사
- 2012년 7월~2013년 4월: 광주지방검찰청 특수부 부장검사
- 2013년 4월~2014년 1월: 서울서부지방검찰청 형사5부 부장검사
- 2014년 1월~2015년 2월: 대구고등검찰청 검사(법무부 검찰제도개선기획단장 파견)
- 2015년 2월~2016년 1월: 서울중앙지방검찰청 특수3부 부장검사
- 2016년 1월~2017년 8월: 서울중앙지방검찰청 특수2부 부장검사
- 2017년 8월~2018년 7월: 대구지방검찰청 서부지청 부장검사
- 2018년 7월~2019년 8월: 광주지방검찰청 순천지청 차장검사
- 2019년 8월~2020년 2월: 울산지방검찰청 차장검사
- 2020년 2월~2020년 9월: 서울고등검찰청 형사부 부장검사
- 2020년 9월~2021년 7월: 대전고등검찰청 차장검사
- 2021년 7월~2022년 5월: 서울고등검찰청 검사
- 2022년 5월~2023년 2월: 법무부 헌법쟁점연구TF 팀장
- 2023년 2월~2023년 9월: 법무부 법무실 실장
- 2023년 9월~2024년 9월: 제48대 법무연수원 원장
- 2024년 9월~2025년 6월: 제67대 법무부 차관
- 2024년 12월~2025년 4월 10일: 법무부 장관 직무 대행
- 2024년 12월~2025년 4월 10일: 위헌적 비상계엄 선포를 통한 내란 행위의 진상규명을 위한 특별검사 후보 추천위원(당연직)
- 2025년 6월 4일~2025년 6월 29일: 법무부 장관 직무 대행